# エスポワールトライブ
ESPOIR TRIBE（エスポワールトライブ）は、日本の5人組YouTuber。UUUM所属。

## 概要
YouTubeチャンネルとして、メインチャンネルの「ESPOIR TRIBE-エスポワール・トライブ-」がある。以前は「エスポワール刑務所」という名前で活動していた。
改名のきっかけは、UUUMに所属したいのであれば、刑務所という名前は変えた方が良いと担当者に言われたことである。｢TRIBE｣という単語はEXILE TRIBEから取った。

## 来歴
2018年（平成30年）
- 5月4日、エスポワール刑務所という名前で初投稿。当時のメンバーは宇陀先輩、けーすけ、SEi君がいたがSEi君は既に脱退していた。
- 6月24日、島袋正式加入。しばらくは宇陀先輩、桐崎栄二の家で撮影。
- 7月27日、チャンネル登録者5万人達成。UUUM加入のため、現在の「ESPOIR TRIBE-エスポワール•トライブ-」に改名。
- 8月23日、チャンネル登録者10万人突破。

2019年（平成31年／令和元年）
- 4月7日、UUUMに正式加入。
- 4月17日、はんくんが裏方として加入。（動画にも出演）。
- 6月30日、石川県でエスポワール、桐崎栄二、後のメンバーのこう、ひろと（当時は別グループで活動）とルームシェアをすることを決定。

2020年（令和2年）
- 3月23日、はんくんがメンバーとして加入。
- 8月1日、ひろと、こうがメンバーとして加入。
- 10月1日、リーダーであった宇陀先輩がアウトドアの活動をしたいとの要望により、10月31日限りで卒業し新チャンネルでYouTubeを続けることを発表。

2021年（令和3年）
- 1月1日、島袋の大学卒業と同時に、前々から目標であった東京へ上京（メンバー全員）することを発表。
- 2月15日、チャンネル登録者50万人突破。
- 3月1日、正式に東京で活動開始。
- 3月4日、前年までメインフェイズで活動しており、1月からカメラマンとしてエスポワールチームだったガチヤマが加入。
- 6月24日、人気YouTuber31人が緊急事態宣言中に、あやなんの誕生日パーティーに参加していたことを週刊文春が報じ、参加していたけーすけ、島袋、ガチヤマが謝罪動画を投稿し2週間の活動休止を発表。
- 7月6日、約2週間の活動休止を経て活動を再開。
- 8月2日、ひろとが約2年、交際をしていた彼女にプロポーズをすることを発表。入籍は2021年11月23日にすると公表した。

2022年（令和4年）
- 2月26日、ヘアケアブランドEXGEE（エグジー）を立ち上げたことを発表。
- 4月15日、ワックス（Hard・Soft）、スタイリングスプレーが販売開始。
- 4月22日、新メンバーのとーるが裏方として加入。
- 5月14日、チャンネル登録者100万人突破。
- 5月22日、フィッシャーズのメンバーであるんだほ作詞の黄援唄をエスポワールTRIBEにて公開
- 6月8日、こうが運転免許取得、休養するため活動休止すると発表。
- 7月14日、同日公開の動画内で、新バディのまさみがエスポワールチームに加入したことを発表。
- 8月21日、同日公開の動画でグループ初のオリジナル楽曲「サマデイ」（作詞：けーすけ）を公開。Apple Music等の定額制音楽配信サービス（以下、音楽サブスク）での配信は2022年9月10日を予定している。
- 9月1日、4日間の動画投稿休止と、今後毎週水曜日の動画投稿休止（8月、12月を除く）を発表した。
- 9月10日、グループ初のオリジナル楽曲「サマデイ」の各種音楽サブスクでの配信を開始。
- 9月18日、こうが昔からの夢であったゲーム実況者として活動したい等の要望により、同日をもって卒業することを発表した。
- 9月19日、こうがエスポワールとしての最後の動画「【6人最後】Love,Dream&Happiness/ESPOIR TRIBE」に出演。
- 9月22日、EXGEE新商品（シャンプー、トリートメント）が10月15日より発売されることを発表。
- 10月31日、はんくんがメンバー初である個人チャンネルを開設し、11月1日より動画投稿を開始することをTwitter・Instagramにて発表。

2023年（令和5年）
- 2月3日、	新メンバーのハラヤマが裏方として加入。
- 2月18日、グループとして初の単独イベント「遅くなってごめんやで!? 100万人突破とLIVE!! 」を開催。
- 3月9日、グループでの2nd Single「いつかまた...」(作詞 : けーすけ , Akira Sunset) を公開。
- 4月8日、グループでの2nd Single「いつかまた...」の音楽サブスクでの配信が開始。
- 4月17日、新メンバーのヒカルが裏方として加入。
- 5月25日、はんくんが体調不良のため活動休止を発表。
- 6月19日、はんくんが活動再開を発表。
- 7月27日、コムドット主催のライブイベント「Creator Dream Fes ~produced by Com.~ @Tokyo Dome」に出演。
- 8月1日、グループでの3rd Single 「エモーショナル」(作詞 : ひろと)を公開。
- 10月17日、グループでの4th Single 「ごしごしランド」（作詞 : 島袋）を公開。

2024年（令和6年）
- 4月28日、グループでの5th Single 「道の途中」（作詞:ひろと）を公開。
- 5月18日、チームとしてやるべきことがあるため一時期、解散することを発表。
- 5月25日、自転車で1000km日本横断リレーをために一時解散をしていたが活動を再開させる。
- 6月3日、フェルボローザとしてYouTube活動をしていたゴーシャックが裏方としてエスポワールに加入。
- 7月27日、ひろと家に第一子妊娠を発表。
- 8月1日、グループでの6th Single「SUMMER ホイッスル」(作詞:ひろと)を公開。
- 8月10日、コムドット主催のライブイベント「Creator Dream Fes 2024 ~produced by Com.~ @Tokyo Dome」に出演、はんくんがばんばんざいのるなとの結婚を発表。
- 10月8日、リーダーのけーすけが右低音障害型感音難聴のために休養すると発表。

2025年（令和7年）
- 1月17日、メンバーのはんくんが約11年前に妻とは別の女性を妊娠させ、その女性が子供を出産したにもかかわらず、養育費を支払っていないことがコレコレによって暴露された。これに対し、はんくんは概ね事実と認めたうえで、相手方の父親に「養育費などは不要であり、今後関わらなくてよい」と言われたと説明している。

## メンバー
| 名前     | メンバーカラー | 出身地             | 生年月日              | 血液型 | 身長    | 備考 |
| -------- | -------------- | ------------------ | --------------------- | ------ | ------- | --- |
| けーすけ | 黄             | 日本・大阪府豊能町 | 1996年1月11日（29歳） | O型    | 180cm   | 愛称はけーけ・けいけい・けーけ兄やん・シアガ兄さん・黄色くん・K＆K・けいすけ（本名）。 エスポワールTRIBE 2代目リーダー。 最終学歴は専門学校卒業。高校は大阪府立渋谷高等学校卒業。かつてお笑い芸人を志し、よしもとクリエイティブカレッジ(YCC)に通っていたことがある。喫茶店・セブンイレブン・くら寿司・ドミノ・ピザの勤務歴あり。また、エスポワール加入前に一般人としてSITの動画にも出演していた。 好きなアーティストは、TAKAHIRO。尊敬する人物はEXILEのTAKAHIRO、Fischer'sのンダホ、ダウンタウンの松本人志。 田舎っぺとバカにされている。自身の強みを関西弁と言っており、普段から関西弁を話す。企画の9割を考えている。YouTubeを始める前からモンスターストライクを通じてFischer'sのンダホと繋がりがあり、今も「ンダホ兄やん」と慕い交流を続けている。 また、メンバー内でけーすけしか知らないがアニメが多数存在しており、これを「けーすけ放送局」と呼んでいる。 迷言として『バレンシアガイランシアガ』『プラダイランプラダ』『サンローランイランローラン』などがある。コムドットのやまとから「黄色君」と呼ばれている。 女性2人組YouTuber平成フラミンゴのNICOが「女性YouTuberの中で一番可愛い」と公言している。 |
| 島袋     | ピンク         | 日本・兵庫県尼崎市 | 1998年4月2日（27歳）  | A型    | 175cm   | 愛称はもっちゃん・島袋・玉袋・ゆうき（本名）。 最終学歴は石川県内の私立大学卒業。メンバー最年少。 クレープ店、餃子の王将でのバイト経験があり、料理企画では中華料理で勝負を挑むことが多い。 尊敬する人物はYouTuberのHIKAKIN、SEIKIN、きりたんぽ。 お酒に弱く、下戸である。 麻生太郎衆議院議員のものまねがうまい。 『島袋』という名前は中学生時代の元カノから取ったものである。 企画などでハイブランドのものを買ったり、貰うことが多いことから『ハイブランドおじさん』と呼ばれている。 好きなブランドはGUCCI。過去には人気YouTuberのきりたんぽからGUCCIの財布を誕生日にプレゼントされている。 サッカー選手の堂安律選手とは中学校の同級生でたまに連絡を取り合っている。 西郷隆盛と血縁関係がある。名言としてゴシゴシランド。 愛車はトヨタ・センチュリー |
| はんくん | 緑             | 日本・埼玉県越谷市 | 1996年2月17日（29歳） | B型    | 164.7cm | 愛称ははんくん・けん（本名）・長ネギ・ブルテリア 最終学歴は高校中退（中卒）とされる。 出身小学校は蒲生南小学校。 出身中学校は越谷市立南中学校。 喫茶店、居酒屋、銀だこでの勤務経験があり、料理がうまい。 また、歌唱力が高く、ばんばんざいの「みゆ」やシンガーソングライターの優里、川崎鷹也などとコラボし、「歌ってみた」や「カラオケ対決」を行ったこともある。 好きな数字は「72」で初代のグループ車両としていたトヨタ・ヴォクシーのナンバーにもなっていた。 数々のバイトをばっくれた経験がある。 後述のひろととは幼い頃からの幼なじみ。メンバーの中で1番寝坊をする。ゲームが大好き（APEX Legendsなど）。 エスポ加入前、後述のひろと、こうと「コロコロTV局」という名前でYouTube活動をしていた。よく中学生の頃は親にばれないように家を出て遊びに行っていたそう。時々ヤンキーに絡まれることがあった。 愛車はトヨタ・プリウス 妻は同じくYouTuberで、ばんばんざいのるな。 |
| ひろと   | 赤→ オレンジ   | 日本・埼玉県越谷市 | 1996年3月9日（29歳）  | O型    | 159cm   | 愛称はひろと(本名)・ひろ・ひーたま。 最終学歴は都内私立大学卒業とされる。 出身小学校は蒲生南小学校。 出身中学校は越谷市立南中学校。 料理はグループのメンバーで唯一苦手とされ、定期的に企画で料理を作り、珍メニューなどを爆誕させている。 メンバーで最初の既婚者であり、妻への愛情が強い。 リアクション担当。（特に心霊企画など） 前述のはんくんとは幼い頃からの幼なじみ。 エスポワール加入前は、メインフェイズにて「ハムちゃん」の名でガチヤマらと共に活動していたが、ひろとが先に脱退。（ガチヤマについては後述） 前述のメインフェイズ脱退後ははんくん・こう（後述）と「コロコロTV局」という名前でYouTube活動をしていた。 その後、はんくんがエスポに加入するため、脱退。その後こうと2人で「REC」という名前でYouTube活動をしていた。 エスポワールに加入した今も、メインフェイズと度々コラボ・交流している。 愛車はレクサス・RX |
| ガチヤマ | 青             | 日本・千葉県柏市   | 1995年8月13日（29歳） | O型    | 175cm   | 愛称はガチヤマ・ガッチさん・がっちゃん・ゴリラ・ひろあき（本名）。 最終学歴は医療系の大学卒業。 島袋と同様、お酒に弱く、下戸である。 鋭いトークとボケの絶妙なバランスが光る。 サッカーの経験があり、スポーツ企画で活躍する場面が多い。 歌唱力も高く、ばんばんざいのるなと歌唱コラボを行ったこともある。 憧れる人物はGENERATIONS from EXILE TRIBEの数原龍友。 加入前はメインフェイズにてYouTube活動をしており、ひろとと活動していた時期がある（ひろとも加入していたが前述の通りガチヤマより先に脱退）が、2020年末をもって卒業。その後、1度はYouTubeの引退を決意したが、就職を目の前に緊急事態宣言の影響で内定が無くなる。当時連絡をとっていたESPOIR TRIBE（エスポワール・トライブ）リーダーのけーすけからの誘いや、YouTube活動に未練を残しながら卒業したこともあり加入を決意。初めはカメラマン兼編集者として、声・顔ともに隠していたが、動画で正式に新メンバーとして加入を発表。エスポワールに加入した後も元所属先のメインフェイズと度々コラボすることがある。 愛車はジープ・ラングラー。 |

### 裏方メンバー
| 名前         | メンバーカラー | 生年月日              | 血液型 | 備考 |
| ------------ | -------------- | --------------------- | ------ | --- |
| とーる       | 赤             | 1996年4月2日（29歳）  |        | 愛称はとーる・とおる。 裏方・編集としてのポジションでメンバーとして参加。 けーすけ、はんくんの共通の友人。 英語と、スペイン語を得意とする。 既婚。子どもが2人いる。 けーすけがYouTubeに誘い、とーるを知らなかった他の4人とも実際に仕事をして加入が決定。動画にて加入が発表された。                                                                                          |
| ハラヤマ     | 白             | 1998年4月23日（27歳） | A型    | 愛称はハラヤマ。 前述のとーると同じく、裏方・編集としてのポジションでメンバーとして参加。 ガチヤマのバイト先で知り合った後輩であり、島袋とは同い年である。 動画にて加入が発表された。 |
| ヒカル       | 紫             | 1997年??月??日。      |        | 愛称はヒカル。 前述のとーる、ハラヤマと同じく、裏方・編集のポジションでメンバーとして参加。 前述のはんくん、ひろとの地元の後輩である。はんくんの誘いにより参加した。 動画にて加入が発表された。 車好き。 |
| ゴーシャック |                | 1999年1月18日（26歳） |        | 愛称はゴーシャック。 前述のメンバーと同じく、裏方・編集のポジションでメンバーとして参加。 石川県出身。 以前まで元メンバーの宇陀先輩（後述）とともに「フェルボローザ」としてYouTube活動をしてしていた。しかし、宇陀先輩がYouTuberを卒業したためしばらくは一人で活動していたが、2024年6月にエスポワール・トライブの裏方をしながらフェルボローザを運営していくことを発表した。 |

### 元メンバー
| 名前     | メンバーカラー | 出身地       | 生年月日              | 血液型 |       | 備考 |
| -------- | -------------- | ------------ | --------------------- | ------ | ----- | --- |
| 宇陀先輩 | 青             | 日本・石川県 | 1998年11月6日（26歳） | B型    | 177cm | 当初"桐崎栄二の地元の同級生で、この間まで鑑別所に入っていた元ヤン"というキャラ設定で登場したが、そのような事実はない。また、年齢は桐崎栄二・島袋と同年代。2019年に金沢高等専門学校を卒業。 エスポワールTRIBE 初代リーダー。 旧名「エスポワール刑務所」から、現在のグループ名にした経緯は、自身がEXILEや三代目J Soul Brothersのファンで、ダンスなどでコラボしたいという思いから。また、UUUMへの加入のため、UUUMの社員のアドバイスにより、現在のグループ名になった。 好きなアーティストは、三代目J Soul Brothersの登坂広臣。 趣味である釣りや違う事をしたいなどの理由で、2020年10月31日に卒業。 卒業後、FELBO LOSA【フェルボローザ】として3人組で活動していたが、結婚を機にYouTubeを辞め、土木で働いている。                                               |
| こう     | 紫             | 日本・栃木県 | 1995年6月28日（30歳） | A型    | 170cm | 愛称はこう。 最終学歴は大学中退（高卒）とされるが、調理師免許を保有することを動画内で明かしているため、専門学校卒の可能性もあり。 居酒屋で店長として勤務した経験があり、料理企画では見本を見せたり、動画内でも手際の良さが光っていた。 高所恐怖症である。また、メンバー内ではサイコパスということで有名であった。 前述の通り、はんくん・ひろとと「コロコロTV局」、はんくんのエスポ加入後はひろとと2人で「REC」という名前でYouTube活動をしていた。 自動車運転免許を取得するために動画への出演を休止していたが、2022年9月18日公開の動画に出演し、「表に出るのが得意ではなかった」「昔からの夢であったゲーム実況者としての活動を進めたい」などといった理由を表明し、同日をもって卒業する旨が発表された。2022年12月18日からLIFE-ライフ-として3人組で活動中。 |

### バディ（マネージャー）
| 名前     | 備考 |
| -------- | --- |
| 藤川さん | 愛称はバディさん・藤川さん・F。 最初は桐崎 栄二のバディをしていた。 エスポワール・トライブのバディ（マネージャー）である。たまにメンバーへの無茶振り企画などが人気で視聴者から人気がある。 エスポが100万人突破とともに昇進した。 |
| まさみ   | エスポワール・トライブのバディの一人。 愛称はまさみ・まさみん。 前述の島袋とは同い年である。 元フィッシャーズのマネージャーをしていた。                                                                                          |
| 比嘉     | エスポワール・トライブのバディの一人。 沖縄県出身でよくバーで一人で飲んでいる。 年齢はエスポの中では最年少の23歳である。 |
| なかし   | エスポワール・トライブのバディの一人 前職はTV業界でディレクターとして働いていた。 |

## 出演

### イベント

#### 2019年
- ZUUUM 〜Monthly Creators Live〜 9月号（9月22日）

#### 2023年
- 遅くなってごめんやで！？100万人突破とLIVE！（2月18日）[4]
- U-FES.2023（4月29日、30日）[5]
- Creator Dream Fes 〜produced by Com.〜（7月27日）[6]
- KANSAI COLLECTION 2023 AUTUMN ＆ WINTER（8月6日）[7]
- プロ野球スピリッツA「Vスピリッツカップ」（8月11日、島袋・ガチヤマのみ出演）[8][動画 17]
- エスポワールとLIVE in 大阪 〜待たせてごめんな！？〜（10月7日 予定）[9]
- eBASEBALLプロスピAリーグパリーグ開幕戦（11月12日、島袋・ガチヤマのみ出演）[10]

#### 2024年
- KANSAI COLLECTION 2024 AUTUMN ＆ WINTER（8月1日）[11]
- Creator Dream Fes 2024 ~produced by Com.~ @Tokyo Dome（8月10日）

### ネット番組
- フジモンのバズりたいからや！（2021年3月30日）[12]
- GENERATIONS高校TV（2021年12月25日、2022年1月8日）[13][14]

### 映画
- ドールハウス（2025年6月13日、東宝） - はんくん、ガチヤマ、ひろとがYoutuber役[15]、けーすけ、島袋がゴミ清掃員役で出演[16]

### ミュージックビデオ
- 桐崎TRIBE「NEW HOUR」（2019年7月28日）[動画 18]
- 鈴木鈴木「春空」（2022年3月5日）[動画 19]
- けーすけ&んだほ「黄援唄」（2022年5月28日）[動画 20][17]
- 鈴木鈴木 × はんくん&ガチヤマ from ESPOIR TRIBE 「欠けたピース」（2023年2月26日）[動画 21]

## 書籍

### 雑誌
- 『Star Creators! Summer 2021』KADOKAWA、2021年7月29日。ISBN 9784047367777。[19]
- 『サイゾー』2022年12月／2023年1月号、2022年12月。[20]（島袋 のみ）

## プロデュース
- EXGEE（ヘアケアブランド）（2022年4月15日 - ）

| #     | 発売日         | 品名                 | 備考                                  | 受賞 | 販売元     |
| ----- | -------------- | -------------------- | ------------------------------------- | --- | ---------- |
| No.01 | 2022年4月15日  | ソフトワックス       | 販売開始から2週間で販売数量10万個突破 | - WWDBEAUTY 2022上半期ベストコスメ スタイリング剤部門 3位 - MONOQLO 2022上半期メンズコスメ大賞 ソフトワックス部門 1位                                                                 | P2C Studio |
| No.02 | 2022年4月15日  | ハードワックス       | 販売開始から2週間で販売数量10万個突破 | - ロフト「ベストコスメ 2022SS ネクストコスメ」ヘアケア部門 選出 - WWDBEAUTY 2022上半期ベストコスメ スタイリング剤部門 2位 - MONOQLO 2022上半期メンズコスメ大賞 ハードワックス部門 1位 | P2C Studio |
| No.03 | 2022年4月15日  | スタイリングスプレー | 販売開始から2週間で販売数量10万個突破 | | P2C Studio |
| No.04 | 2022年10月15日 | シャンプー           |                                       | - LDK the Beauty 1月号 A評価 - WWDBEAUTY 2022下半期ベストコスメ部門 1位 | P2C Studio |
| No.05 | 2022年10月15日 | トリートメント       |                                       | - LDK the Beauty 1月号 A評価 - WWDBEAUTY 2022下半期ベストコスメ部門 1位 | P2C Studio |
| No.06 | 2023年11月16日 | ボディソープ         |                                       | | P2C Studio |

### コラボプロモーション
| # | 開催期間                       | 実施店舗                | 出典   |
| - | ------------------------------ | ----------------------- | ------ |
| 1 | 2022年10月21日 - 11月14日      | 改良湯                  | [ 27 ] |
| 2 | 2022年12月26日 - 2023年1月29日 | 堀田湯                  | [ 28 ] |
| 3 | 2023年4月17日 - 4月30日        | 極楽湯・RAKU SPA        | [ 29 ] |
| 4 | 2023年6月16日 - 6月30日        | おふろcafé              | [ 30 ] |
| 5 | 2023年8月26日 - 9月8日         | 湯乃泉 草加健康センター | [ 31 ] |

## ディスコグラフィ

### 配信限定シングル
| #  | 配信日         | タイトル             | 作詞・作曲                                                    | 規格                   | レーベル     | 出典               | 備考                     |
| -- | -------------- | -------------------- | ------------------------------------------------------------- | ---------------------- | ------------ | ------------------ | ------------------------ |
| 1  | 2022年9月10日  | サマデイ             | 作詞：けーすけ 作曲・編曲：Akira Sunset・APAZZI               | デジタル・ダウンロード | UUUM RECORDS | [ 動画 24 ] [ 33 ] | MV公開日は2022年8月21日  |
| 2  | 2023年4月8日   | いつかまた…          | 作詞：けーすけ・Akira Sunset 作曲・編曲：Akira Sunset・APAZZI | デジタル・ダウンロード | UUUM RECORDS | [ 動画 25 ] [ 34 ] | MV公開日は2023年3月9日   |
| 3  | 2023年9月1日   | エモーショナル       | 作詞：ひろと 作曲・編曲：ひろと・遠藤ナオキ                   | デジタル・ダウンロード | UUUM RECORDS | [ 動画 26 ] [ 35 ] | MV公開日は2023年8月1日   |
| 4  | 2023年10月17日 | ごしごしランド       | 作詞：島袋・NOVECHIKA 作曲・編曲：NOVECHIKA・野口大志         | デジタル・ダウンロード | UUUM RECORDS | [ 動画 27 ] [ 36 ] | MV公開日は2023年10月17日 |
| 5  | 2024年6月1日   | 道の途中             | 作詞：ひろと・WEART 作曲：WEART                               | デジタル・ダウンロード | UUUM RECORDS | [ 37 ]             | MV公開日は2024年4月28日  |
| ６ | 2024年9月1日   | Summerホイッスル！！ | 作詞;ひろと 作曲;:Akira Sunset (THE SIGNALIGHTS)              | デジタル・ダウンロード | UUUM RECORDS | [ 38 ]             | MV公開日は2024年8月1日   |

### 配信限定BGM
| # | 配信日         | タイトル                 | 規格                   | レーベル      | 出典   | 備考 |
| - | -------------- | ------------------------ | ---------------------- | ------------- | ------ | ---- |
| 1 | 2023年12月25日 | 怪しいピエロがやってくる | デジタル・ダウンロード | AnyMind Music | [ 39 ] |      |
| 2 | 2023年12月25日 | 大食いバトルシーンのBGM  | デジタル・ダウンロード | AnyMind Music | [ 40 ] |      |
| 3 | 2023年12月25日 | ねずみの追いかけっこ     | デジタル・ダウンロード | AnyMind Music | [ 41 ] |      |